# Guacolda (torpilleur chilien)
Pour les articles homonymes, voir Guacolda.
Le Guacolda (PTF-80) était l’un des quatre torpilleurs construits en Espagne pour la marine chilienne à partir de 1962. Ils étaient basés à l’origine sur la conception de l’engin d’attaque rapide de classe Jaguar FPB-36 de la société allemande Lürssen Werft. Son sister-ship le Fresia (PTF-81) est maintenant un navire musée à Punta Arenas.

## Conception
La conception originale de la classe Jaguar comprenait 4 moteurs diesel Mercedes-Benz MB 518 B, avec une vitesse de 42 nœuds et un rayon d'action de 700 milles marins. Mais pour opérer dans les fjords et les canaux du Chili, les bateaux avaient besoin d’un plus grand rayon d'action et d’une autonomie à la mer plus grande, donc seulement deux moteurs ont été installés, ce qui a réduit la vitesse à 28 nœuds. Cette classe a ensuite été nommée « classe Barceló » en Espagne, et classée comme patrouilleur plutôt que torpilleur.

## Engagements
Le Guacolda et ses trois sister-ships ont été réceptionnés par la marine chilienne entre 1965 et 1966. En 1967, ils intègrent la flottille de torpilleurs basée à Puerto Williams, dans la zone du canal Beagle, à l’extrémité sud du territoire chilien. Ces eaux australes sont une zone « chaude » en raison des différends frontaliers avec l’Argentine, de nombreux incidents s’étant produits entre les marines des deux nations. Pour ces opérations, les torpilleurs reçoivent à la fin des années 1970 un camouflage tricolore voyant.

### Bateau de service
En 1997, la flottille de torpilleurs est dissoute, et la marine chilienne les reclasse comme des bateaux de service général (Lancha de Servicio General). Leur numéro d’identification (pennant number) est changé en conséquence, et celui du Guacolda devient le LSG-1607. Leurs tubes lance-torpilles sont retirés. Ils perdent aussi un de leurs deux canons de 40 mm. En compensation, ils reçoivent deux canons de 20 mm Oerlikon. Leur schéma de peinture de camouflage est remplacé par une peinture unie gris marine. Les bateaux servent dans les bases de Valparaíso, Coquimbo, Iquique et Arica, avant d’être retiré du service entre 2001 et 2005. Pour le Guacolda, ce retrait intervient en 2004. 